# Luis Fernando Herrera
Luis Fernando Herrera Arango (Medellín, 1962. december 12. –), kolumbiai válogatott labdarúgó.
A kolumbiai válogatott tagjaként részt vett az 1990-es és az 1994-es világbajnokságon, illetve az 1987-es, az 1991-es és az 1993-as Copa Américán.

## Sikerei, díjai
Atlético Nacional
- Kolumbiai bajnok (2): 1991, 1994
- Copa Libertadores győztes (1): 1989

Kolumbia
- Copa América bronzérmes (2): 1987, 1993